# Thick of It (canción)
«Thick of It» es una canción de la celebridad de internet y rapero británico KSI, junto con el rapero y cantante estadounidense Trippie Redd. Esta es la segunda colaboración entre ambos tras "Wake Up Call". 
"Thick of It" se lanzó para descarga digital y streaming a través de Warner Music Group y Atlantic Records el 3 de octubre de 2024 junto con la canción "Low".
La canción recibió una gran burla del público y fuertes críticas negativas tras la controversia de Lunchly , pero aun así fue un éxito comercial, alcanzando el número 6 en la lista de sencillos del Reino Unido y el número 64 en el Billboard Hot 100 de EE. UU.  Un remix con el rapero estadounidense NLE Choppa se lanzó posteriormente el 1 de noviembre de 2024, el 22.º cumpleaños de Choppa. «Thick Of It» combina trap con emo pop y pop rap, y se inspiró en la reciente reacción negativa hacia KSI, Lunchly y sus controversias. «Thick of It» fue nominada a Canción del Año en los Brit Awards de 2025.

## Producción
Producida por Ran Michael Djan Jr, la canción samplea «Snow (Hey Oh)» de los Red Hot Chili Peppers. Esta es la segunda colaboración entre KSI y Trippie Redd se grabó y lanzó durante el desarrollo del tercer álbum de KSI.

### Composición e interpretación lírica
La canción se basó en la reciente reacción negativa hacia KSI. Se la ha descrito a esta canción como trap y emo pop / pop rap.  En una entrevista con Clash, KSI describió la canción como "mi vida, lo que está pasando, dónde estoy y adónde quiero ir" para "poner al día a los oyentes". La canción está escrita en si menor, con un tempo de 146 pulsaciones por minuto.

## Promoción y lanzamiento
La canción se estrenó por primera vez el 31 de agosto de 2024 en MF & DAZN: X Series 17 como parte del concierto especial de KSI. El 3 de octubre, KSI lanzó "Thick of It" junto con "Low", otro sencillo, para descarga y streaming a través de Atlantic Records y Warner Music Group.  El lanzamiento de la canción sucedió a la disputa de KSI con el creador de contenido DanTDM a raíz de la controversia en torno a Lunchly, un producto que cofundó en asociación con MrBeast y Logan Paul.  Tras la reacción negativa de la comunidad de YouTube contra su respuesta, KSI publicó un tuit con un enlace a la canción, presentándolo como una disculpa.

## Recepción Critica
Tras su lanzamiento, la canción se volvió viral . El video musical acumuló más de 5 millones de visualizaciones en tres días, y Stephen Johnson de Lifehacker lo declaró el 7 de octubre como el "Video Viral de la Semana". La canción tuvo una recepción negativa tras su lanzamiento, con críticas y burlas del público general y los creadores de contenido en redes sociales.
Las críticas a la canción incluyeron su letra y ritmo, y la describieron como "genérica" y "sin sustancia". El rapero canadiense Drake comentó que la canción era un éxito rotundo, aunque algunos la interpretaron con sarcasmo. Tras el comentario en la transmisión en vivo de Adin Ross, este la usó en uno de sus Reels de Instagram.  En una publicación de Trippie Redd, declaró: "Me tomaron como rehén para hacer esto. Si no llega a los 20 millones de visitas el primer mes, KSI no me dejará ir. Por favor, libérenme".
El sitio web Distractify publicó un artículo titulado "¿Por qué la gente odia la nueva canción de KSI, "Thick of It"?". El artículo hablaba sobre el reciente rechazo a la canción y señalaba que "el video musical de la canción tiene más "no me gusta" en YouTube que el tráiler de la nueva película de acción real de Minecraft , y todos sabemos lo impopular que fue". La publicación concluyó que el rechazo reciente "no se debe a su canción, sino a su figura pública en general", añadiendo que podría haber estado influenciado en gran medida por la controversia de Lunchly, en la que él mismo, junto con MrBeast y Logan Paul, son importantes embajadores de la marca.
KSI reaccionó varias veces a las críticas contra la canción, primero con un video titulado "Me estoy poniendo nervioso..."  También publicó en X que el odio hacia su canción "no tenía gracia" y publicó otro video reaccionando a los videos de TikTok de la canción, expresando que el odio era forzado. En una entrevista con Capital , expresó su frustración por el odio. "Porque en la música dedicas mucho tiempo, mente, cuerpo y alma a una obra de arte, y luego la publicas, la gente dice: '¡Bah, qué asco! ¡Apágalo! ¡Qué vergüenza!'", añadió.

## Personal
- KSI – composición, voz
- Trippie Redd – composición, voz
- Ray Michael Djan Jr. – compositor, productor, programador
- Anthony Kiedis – composición de canciones
- Billy Crabtree – composición de canciones, coros
- Chad Smith – composición de canciones
- Flea – composición de canciones
- John Frusciante – composición de canciones
- Joseph Baxter – composición, guitarra adicional
- Miles Gould – composición, guitarra adicional
- Vivan Proton Bellinfantie – composición, coros
- Stuart Hawkes – masterización
- Geoff Swan – mezcla